# Allobaccha gratiosa
Allobaccha gratiosa är en tvåvingeart som först beskrevs av Jacques-Marie-Frangile Bigot 1884.  Allobaccha gratiosa ingår i släktet Allobaccha och familjen blomflugor. Inga underarter finns listade i Catalogue of Life.